# Липяги (Ростовская область)
Липя́ги — хутор в Кашарском районе Ростовской области.
Входит в состав Вяжинского сельского поселения.

## Население
| 2010 |
| ---- |
| 1    |

## Улицы
На хуторе имеется одна улица: Зелёная.